# Portugal op de Olympische Winterspelen 2006
Tijdens de Olympische Winterspelen van 2006 die in Turijn werden gehouden nam Portugal voor de vijfde keer deel aan de Winterspelen.
De enige deelnemer, Danny Silva (geboren in 1973 in Perth Amboy in de staat New Jersey, Verenigde Staten) was de zevende sporter die Portugal vertegenwoordigde op de Winterspelen, en hij was de eerste die in het langlaufen uitkwam.

## Deelnemers
| Sport             | Naam        | Discipline     | Klassering | Resultaten |
| ----------------- | ----------- | -------------- | ---------- | ---------- |
| Langlaufen mannen | Danny Silva | 15 km klassiek | 94e        | 54.34,10   |

Albanië · Algerije · Amerikaanse Maagdeneilanden · Andorra · Argentinië · Armenië · Australië · Azerbeidzjan · België · Bermuda · Bosnië en Herzegovina · Brazilië · Bulgarije · Canada · Chili · China · Chinees Taipei · Costa Rica · Cyprus · Denemarken · Duitsland · Estland · Ethiopië · Finland · Frankrijk · Georgië · Griekenland · Groot-Brittannië · Hongarije · Hongkong · Ierland · IJsland · India · Iran · Israël · Italië · Japan · Kazachstan · Kenia · Kirgizië · Kroatië · Letland · Libanon · Liechtenstein · Litouwen · Luxemburg · Macedonië · Madagaskar · Moldavië · Monaco · Mongolië · Nederland · Nepal · Nieuw-Zeeland · Noord-Korea · Noorwegen · Oekraïne · Oezbekistan · Oostenrijk · Polen · Portugal · Roemenië · Rusland · San Marino · Senegal · Servië en Montenegro · Slovenië · Slowakije · Spanje · Tadzjikistan · Thailand · Tsjechië · Turkije · Venezuela · Verenigde Staten · Wit-Rusland · Zuid-Afrika · Zuid-Korea · Zweden · Zwitserland